# Michelle González
Michelle González Salgado (Ciudad de México, 3 de abril de 1992) es una actriz mexicana.

## Biografía
Su carrera actoral comenzó en 1998 a los cinco años en la telenovela "Gotita de amor" de Nicandro Diaz e incursionando al CEA (Centro de Educación Artística de Televisa) infantil. Después de trabajos ocasionales en TV como La rosa de Guadalupe, Como dice el dicho, Alma de Hierro y Cachito de Cielo, a los 17 años la actriz comienza a estudiar la carrera de actuación en el CEA juvenil de Eugenio Cobo por tres años. Al graduarse, decide ir a Los Ángeles a continuar su preparación actoral, donde logra incursionar en el cine independiente de Hollywood con la película The Boatman dirigida por Greg Morgan y Ladrones. Sin embargo, fue hasta su regreso a México que consiguió la atención de importantes productores participando en proyectos como Señora Acero 3 de Telemundo y La Candidata de Giselle González Salgado, con el personaje de "Marcia" el cual la catapultó y le dio el reconocimiento de los mejores críticos de TV en México, recibiendo excelentes comentarios sobre su interpretación y recibiendo dos nominaciones como "Revelación Juvenil" la primera en los Premios Tv y Novelas, y la segunda en Premios Bravo, donde ganó el galardón. Después de este gran logro, la actriz logra obtener su primer papel estelar en la telenovela Papá a toda madre, producida por Eduardo Meza, interpretando a "Flor Ivonne Zamarripa", su primer personaje en comedia, con el cual se ganó el corazón del público, compartiendo créditos de nuevo con el primer actor Juan Carlos Barreto, como su esposa.
A la par, la joven actriz comienza sus primeros proyectos como productora con las obras de teatro Libre y No apagues la luz, las cuales también escribió y actuó, compartiendo escenario con actores como Armando Hernández, Sofia Castro, Luz Ramos, Salvador Petrola y Gabriela Zamora en Teatro en Corto.
En noviembre de 2017, estrena la puesta en escena Barataria, dirigida por el maestro Benjamin Can, con la cual comparte escena con actores de la talla de Norma Angelica, Rodrigo Murray, Ricardo Fastlich, Carmen Madrid y Pablo Valentín. En la cual interpreta a un personaje del "público", engañando a todos y sorprendiendo con una fuerte violación en escena.
Los trabajos de González hasta el momento, la han llevado a ser definida como "La nueva actriz juvenil versátil, talentosa y natural con todas las cualidades necesarias para romper los estereotipos de la TV Mexicana" por críticos de TV como Álvaro Cueva, Máxime Woodside, Alex Kaffie, Flor Rubio y Maestro Gudinni.

## Vida personal
Es la hija menor de Alma Rosado Salgado Adame y Alberto González Romero, músico y director musical de grandes estrellas de la música mexicana como: Yuri, María del Sol, Las Hermanas Gil, Polo Polo, Rocío Banquells, Estrellita Núñez, entre otros. Y hermana de la productora Giselle González.
Realizó sus estudios de primaria y secundaria en el Colegio Ingeniero Ignacio Santacruz e ingresa a los cinco años al CEA de Televisa para iniciar su formación como actriz. Su primera oportunidad llega a sus cinco años en la telenovela "Gotita de Amor", producida por Nicandro Díaz y con las actuaciones de Laura Flores, Alejandro Ibarra, Pilar Montenegro y Andrea Lagunes. En esta producción se le recuerda por su papel de Nuria, la villana infantil junto a Andrea Soberón.
A los siete años concluye con sus estudios en el CEA Infantil e inicia una productiva carrera como actriz infantil participando en proyectos como "Mujer casos de la vida real", producido por Silvia Pinal y cápsulas para niños para Nickelodeon Latinoamérica, entre otros.
A los 13 años ingresa al Colegio Universitario Anglo Mexicano, donde se destacó como parte del equipo de porristas ganando varios certámenes nacionales e internacionales como el Mundial de Porrismo en Orlando, Florida. En su último año de preparatoria es llamada para formar parte del elenco de la exitosa telenovela "Alma de Hierro", producida por su hermana Giselle González y Roberto Gómez Fernández; en la cual compartió créditos con actores como Alejandro Camacho, Adrián Uribe, Blanca Guerra, Martha Julia, Jorge Poza, Zuria Vega, Flavio Medina, Angelique Boyer y Rafael Inclán.
Una vez que concluye sus estudios de preparatoria ingresa al CEA para cursar la carrera de actuación en la cual toma clases con los reconocidos maestros Tony Castro, Pablo Mandoki, Antonio Peñuñuri, Carlos de Llaca, Eric Morales, Alfredo Gurrola, Lorena Bojorquez, Manuel Castillo, Zayde Sylvia Gutiérrez, Pilar Padilla, Juan Sahagún y Carlos Mugica. En 2012 viaja a Los Ángeles, California; para continuar con sus estudios en The New York Film Academy, Lesly Kahn e Ivana Chubbuck.
En Los Ángeles, se adentró al mundo de las redes sociales, convirtiéndose en una Viner/Influencer gracias a Vine. Adquirió una audiencia de 100.000 seguidores y colaborando con Vine Stars como King Bach, Liane V, Destorm, Page Kennedy, entre otros. Ganando popularidad con la audiencia Americana y Latina. Esto le abrió las puertas para colaborar con muchas marcas mundiales y artistas como Cee Lo Green siendo la actriz principal en su sencillo "IPhone song Pick it up" en 2015.
En 2016 forma parte de la teleserie La candidata producida por su hermana Giselle González, y al año siguiente actúa en la telenovela de comedia Papá a toda madre bajo la producción de Eduardo Meza.
En 2020 participa en la telenovela Vencer el miedo producida por Rosy Ocampo, donde da vida a una de las villanas.
En 2021 participa en la telenovela Mi fortuna es amarte donde le da vida a Olga Pascual Chávez, villana de la historia a la que le cortan la lengua en el último capítulo.

## Trayectoria

### Series de televisión
| Año       | Título                       | Capítulo | Personaje                                                                                             |
| --------- | ---------------------------- | --- | --- |
| 2006      | Mujer, casos de la vida real | Varios episodios | |
| 2009-2017 | La rosa de Guadalupe         | 1. Parecido al amor (2009) 2. El último grito (2009) 3. Contra la pared (2010) 4. Nunca es tarde (2010) 5. Adiós a los ninis (2011) 6. La novia del narco (2011) 7. La vida es un suspiro (2012) 8. Cuando duele el corazón (2016) 9. Amor cuesta arriba (2016) 10. Por donde sale el sol (2017) | 1. Fabiola 2. Lola 3. Yulis 4. Marissa 5. Cristina 6. Lorena 7. Higinia 8. Alicia 9. Romina 10. Paola |
| 2016      | Señora Acero                 | Violeta | |
| 2022      | Mi tío                       | Renata | |

### Telenovelas
| Año       | Título                           | Personaje                        |
| --------- | -------------------------------- | -------------------------------- |
| 1998      | Gotita de amor                   | Nuria                            |
| 2008      | Alma de Hierro                   |                                  |
| 2012      | Cachito de cielo                 | Michelle "Mich"                  |
| 2016-2017 | La candidata                     | Marcia Ramírez                   |
| 2017      | La doble vida de Estela Carrillo | Tory Collins                     |
| 2017-2018 | Papá a toda madre                | Flor Ivonne Zamarripa de Machuca |
| 2019      | Cuna de lobos                    | Victoria "Vicky" Pérez           |
| 2020      | Vencer el miedo                  | Elvira Tinoco de Bracho          |
| 2020-2021 | Imperio de mentiras              | Fernanda Navarro                 |
| 2021-2022 | Mi fortuna es amarte             | Olga Pascual Chávez              |
| 2023-2024 | Golpe de suerte                  | Roxana "Rox" López               |

## Premios y nominaciones

### Premios TVyNovelas
| Categoría               | Telenovela   | Resultado |
| ----------------------- | ------------ | --------- |
| Mejor actriz revelación | La candidata | Nominada  |